# مارية خيمينيث
مارية خيمينيث (بالإسبانية: María Jiménez)‏ هي مغنية إسبانية، ولدت في 3 فبراير 1950 في إشبيلية في إسبانيا.

## وصلات خارجية
- مارية خيمينيث على موقع IMDb (الإنجليزية)
- مارية خيمينيث على موقع ألو سيني (الفرنسية)
- مارية خيمينيث على موقع ميوزك برينز (الإنجليزية)
- مارية خيمينيث على موقع ديسكوغز (الإنجليزية)
- مارية خيمينيث على موقع قاعدة بيانات الفيلم (الإنجليزية)
- مارية خيمينيث على موقع كينوبويسك (الروسية)